# K-20 : L'Homme aux 20 visages
Pour les articles homonymes, voir K20.
Pour plus de détails, voir Fiche technique et Distribution.
K-20 : L'Homme aux 20 visages (K-20 怪人二十面相・伝, Kē-Tuentī: Kaijin nijū mensō den) est un film fantastique japonais écrit et réalisé par Shimako Satō, sorti en 2008. Il s'agit de l'adaptation des romans Kaijin nijū mensō den et Kaijin nijū mensō den: Seidō no majin de Sō Kitamura.

## Synopsis
Teito, dans un 1949 uchronique, un homme mystérieux aux multiples apparences appelé K-20 manipule le jeune Heikichi Endo, un acrobate de cirque surdoué. Ce dernier se fait arrêter par la police qui le croit véritable criminel et, plus tard, une fois échappé, tente de retrouver le malfaiteur masqué…

## Fiche technique
- Titre original : K-20 怪人二十面相・伝 (Kē-Tuentī: Kaijin nijū mensō den?)
- Titre international : K-20: Legend of the Mask
- Titre français : K-20 : L'Homme aux 20 visages
- Réalisation : Shimako Satō
- Scénario : Shimako Satō, d'après les romans Kaijin nijū mensō den et Kaijin nijū mensō den: Seidō no majin de Sō Kitamura
- Musique : Naoki Satō
- Décors : Anri Jōjō et Anri Kamijō
- Photographie : Kōzō Shibasaki
- Montage : Ryuji Miyajima
- Production : Chikahiro Ando
- Sociétés de production : Tōhō et Nippon Television
- Sociétés de distribution : Tōhō (Japon), Zylo (France, DVD/Blu-ray)
- Pays d'origine :  Japon
- Langue originale : japonais
- Format : couleur – 2,35:1 — 35 mm – Dolby Digital
- Genre : Action et science-fiction
- Durée : 137 minutes[1]
- Dates de sortie :
  - Japon : 20 décembre 2008[1]
  - France : 20 octobre 2009 (DVD/Blu-ray)

## Distribution
- Takeshi Kaneshiro : Heikichi Endo
- Takako Matsu : Yoko Hashiba
- Toru Nakamura : Kogoro Akechi
- Jun Kunimura : Genji
- Takeshi Kaga : le mystérieux gentleman
- Kanata Hongo : Yoshio Kobayashi
- Reiko Takashima : Kikuko
- Tōru Masuoka : l'inspecteur Namikoshi

## Production
Le titre original se traduit en "Légende de la mystérieuse personne aux vingt visages", dont les personnages sont créés par Sō Kitamura pour le besoin de ses romans avant d'être adapté aux grands écrans et l'action se déroule dans une ville fictive baptisée Teito.
La musique finale du film a pour titre The Shock of the Lightning du groupe de rock anglais Oasis, extraite du septième album Dig Out Your Soul sorti en 2008.